# Championnat du Sénégal de football 2021-2022
Navigation
Ligue 1 2021 Ligue 1 2022-2023
La saison 2021-2022 de Ligue 1 sénégalaise est la cinquante-neuvième édition du championnat du Sénégal de football et la quatorzième sous l'appellation « Ligue 1 ».
Le Teungueth FC est le tenant du titre, le Casa Sport termine à la première place et remporte son deuxième titre de champion, en remportant également la coupe du Sénégal le club réalise le doublé.

## Classement
| Rang | Équipe                           | Pts | J  | G  | N  | P  | Bp | Bc | Diff |
| ---- | -------------------------------- | --- | -- | -- | -- | -- | -- | -- | ---- |
| 1    | Casa Sport C                     | 47  | 26 | 12 | 11 | 3  | 30 | 17 | +13  |
| 2    | Jaraaf                           | 45  | 26 | 12 | 9  | 5  | 29 | 17 | +12  |
| 3    | AS Génération Foot               | 42  | 26 | 11 | 9  | 6  | 34 | 18 | +16  |
| 4    | Guédiawaye FC P                  | 41  | 26 | 11 | 8  | 7  | 29 | 28 | +1   |
| 5    | AS Pikine                        | 39  | 26 | 10 | 9  | 7  | 29 | 22 | +7   |
| 6    | AS Douanes                       | 38  | 26 | 11 | 5  | 10 | 20 | 23 | -3   |
| 7    | Teungueth FC T                   | 36  | 26 | 8  | 12 | 6  | 28 | 20 | +8   |
| 8    | Diambars FC                      | 34  | 26 | 9  | 7  | 10 | 23 | 18 | +5   |
| 9    | AS Dakar Sacré-Cœur              | 32  | 26 | 7  | 11 | 8  | 16 | 15 | +1   |
| 10   | ASC La Linguère de Saint-Louis P | 31  | 26 | 7  | 10 | 9  | 14 | 18 | -4   |
| 11   | CNEPS Excellence                 | 30  | 26 | 8  | 6  | 12 | 15 | 25 | -10  |
| 12   | US Gorée                         | 29  | 26 | 7  | 8  | 11 | 17 | 24 | -7   |
| 13   | ASAC Ndiambour                   | 25  | 26 | 6  | 7  | 13 | 14 | 30 | -16  |
| 14   | Mbour Petite-Côte FC             | 18  | 26 | 4  | 6  | 16 | 13 | 36 | -23  |

|  | Qualification pour la Ligue des champions de la CAF 2022-2023                                      |
|  | Qualification pour la Coupe de la confédération 2022-2023                                          |
|  | Relégation en Ligue 2                                                                              |
|  | T : Tenant du titre C : Vainqueur de la Coupe du Sénégal de football 2021-2022 P : Promu de Ligue2 |

## Bilan de la saison
| Championnat du Sénégal de football 2021-2022 |                        |
| Champion                                     | Casa Sports (2e titre) |
| Coupes et trophées                           |                        |
| Vainqueur de la Coupe du Sénégal 2021-2022   | Casa Sports            |
| Qualifications continentales                 |                        |
| Ligue des champions de la CAF 2022-2023      | Casa Sports            |
| Coupe de la confédération 2022-2023          | aucun                  |
| Promotions et relégations                    |                        |
| Promus en Ligue 1                            | Sonacos BFP            |
| Promus en Ligue 1                            | Stade de Mbour         |
| Relégués en Ligue 2                          | ASAC Ndiambour         |
| Relégués en Ligue 2                          | Mbour Petite-Côte FC   |